# Masters de Roma 1992
El Abierto de Italia 1992 fue la edición del 1992 del torneo de tenis Masters de Roma. El torneo masculino fue un evento de los Super 9 1992 y se celebró desde el 4 de mayo hasta el 10 de mayo.  El torneo femenino fue un evento de la Tier I 1992 y se celebró desde el 11 de mayo hasta el 18 de mayo.

## Campeones

### Individuales Masculino
Jim Courier vence a  Carlos Costa, 7–6(7–3) 6–0, 6–4

### Individuales Femenino
Gabriela Sabatini vence a  Monica Seles,  7–5, 6–4

### Dobles Masculino
Jakob Hlasek /  Marc Rosset vencen a  Wayne Ferreira /  Mark Kratzmann, 6–4, 3–6, 6–1

### Dobles Femenino
Monica Seles /  Helena Suková vencen a  Katerina Maleeva /  Barbara Rittner, 6–1, 6–2